# 3007 Reaves
3007 Reaves eller 1979 UC är en asteroid i huvudbältet som upptäcktes den 17 oktober 1979 av den amerikanske astronomen Edward L.G. Bowell vid Anderson Mesa Station. Den är uppkallad efter den amerikanske astronomen Gibson Reaves.
Asteroiden har en diameter på ungefär 11 kilometer.